# Леонард Мередіт
Леонард Мередіт (англ. Leonard Meredith, 2 лютого 1882 — 27 січня 1930) — британський велогонщик.
Олімпійський чемпіон 1908 року в командній гонці переслідування, срібний призер 1912 року в роздільній командній гонці.